# Max Morton
Max Morton (Liverpool, 3 januari 1943 – Schaarbeek, 1 maart 2021) was een Engelse kunstschilder die in België werkte en woonde.
Max Morton werd geboren in Liverpool (Verenigd Koninkrijk) als zoon van een Engelse vader en Franse moeder, De Rosny. Op tweejarige leeftijd verhuisde hij met zijn ouders naar Zuid-Amerika, waar hij woonde tot aan zijn adolescentie. Zeer vroeg was hij geboeid door de schilderkunst en maakte hij zich de lokale technieken en materialen die de Azteken gebruikten, eigen. Hij werkt graag met natuurlijke pigmenten en oude kleuren. Hij vond eigen persoonlijke kleurenpaletten die zeer snel een totaal persoonlijk licht wierpen op zijn doeken.
Via een omweg als taalleraar in Londen, kwam hij in mei 1968 in Parijs terecht waar hij een eerste Europese tentoonstelling hield. Zeer snel volgden tentoonstellingen in Engeland, Marokko, Spanje, waar hij een poos verblijft, en ten slotte in België, waar hij definitief neerstreek in 1986. 
Zijn laatste tentoonstellingen vonden plaats in Mechelen (februari 2006) en Schaarbeek (juni 2006). In Schaarbeek had hij een openluchttentoonstelling. 
Een eerste kunstboek (Max) verscheen in het voorjaar van 2006 en geeft een overzicht van zijn gedichten en schilderijen tussen 1986 en 2006.
Morton woonde in Schaarbeek, waar hij in 2021 overleed.